# Ogyges nahuali
Ogyges nahuali es una especie de coleóptero de la familia Passalidae.

## Distribución geográfica
Habita en Honduras.